# フランシス・ハイド・イイ・ブラウン
フランシス・ハイド・イイ・ブラウン（Francis Hyde ʻĪʻī Brown, 1892年9月16日 - 1976年7月24日）は、ハワイの政治家・フィランソロピスト・スポーツ選手。
大首長だった祖父を持つハワイの名家の出身。多くのスポーツに通じたが、特にゴルフにおける活躍が知られ、ハワイにゴルフを根付かせた立役者とも言われる。リゾート地として知られるマウナ・ラニの旧所有者でもある。

## 生涯
祖父は、ハワイのアリイ（Aliʻi, 大首長）の一人であったジョン・パパ・イイ（1800年 - 1870年）。ジョン・パパ・イイは、ハワイ王国の重職を歴任するとともに、ハワイの歴史書  Fragments of Hawaiian History  の著者としても知られる。フランシスの母のイレーネ・カヘレラウコア・イイ（1869年 - 1922年）は、ジョン・パパ・イイの子で唯一成長した人物であり、社会事業家（フィランソロピスト）として知られた。
1892年、フランシス・ハイド・イイ・ブラウン（以下、フランシス）は、ホノルルにおいて、イレーネと最初の夫であるチャールズ・A・ブラウン (Charles A. Brown) との間に、二男として生まれた。なお、1898年にイレーネはブラウン氏に離婚を突きつけ（女性から離婚を切り出すのは当時珍しいとされた）、のちカール・S・ホロウェイ (Carl S. Holloway) と再婚した。フランシスは、プナホウ・スクールに通ったのち、マサチューセッツ州のフェッセンデン・スクールに学んだ。
第一次世界大戦中には陸軍に召集された。救急車の運転手 (ambulance driver) を務めていたという。
戦後はハワイに戻った。1925年、ハワイ準州議会の下院議員に選出される。1927年からはハワイ準州議会の上院議員 (Hawaii Senate) となり、1947年まで務めた。
1933年に自動車事故に遭い、辛くも生還した。医者が「二度とゴルフはできないだろう」と言うほどの重傷であったが、16か月後、1934年のマノアカップで優勝を果たした。このマノアカップ優勝をもって、ゴルフを引退している。
1936年、ハワイ島西海岸のケアワイキ・ベイに面したカラフイプア (Kalahuipuaʻa) にコテージと広大な地所を取得し、著名なフラダンサーであったウィノナ・ラブ (Winona Love) と生活した。
1964年、東京オリンピックに参加したフランシスは、東急の五島昇と友人となり、五島をカラフイプアに招待した。こうした中で、世界各国の富裕層が集まりゴルフを楽しむリゾート地を作る構想が語られたという。1972年、ブラウンはこの土地を売却し、土地の名をマウナ・ラニに改めた（現在のマウナ・ラニ・リゾート）。マウナ・ラニは「天国に届く山」の意である。フランシス・イイ・ブラウンの名は、マウナ・ラニ・リゾートのゴルフ場に命名されている。
フランシス・イイ・ブラウンは、1976年8月にマウナ・ラニ・リゾートの完成を見ることなく、カリフォルニア州ペブルビーチの自宅で死去した。83歳。ダイアモンドヘッド・メモリアルパークに墓所がある。

## スポーツ
フランシスはさまざまなスポーツに打ち込んだ。ポロや野球をプレイし、水泳選手としても強豪であり、サーファーとしても著名であったが、とくに秀でていたのがゴルフであった。
また、モクレイア・ポロ・フィールド (Mokule‘ia Polo Field) でのポロに大きく寄与し、マイナーリーグのプロ野球チーム「ハワイ・アイランダーズ」の維持にも貢献した。ハワイのゴルファーが本土のトーナメントに遠征する際には資金的援助を行ったという。これらの功績から、「ハワイスポーツ殿堂」に顕彰されている。

### ゴルフ
1924年、ブラウンはスコットランド・セントアンドリュースのオールドコースで開かれた全英アマチュアゴルフ選手権で、67打というコース記録を樹立した。1927年、ペブルビーチ・ゴルフリンクスでもレコードホルダーとなった。生涯にホールインワン14回という。
1920年から1934年にかけ、フランシスはハワイのアマチュアトーナメントであるマノアカップで9回の優勝を果たし、ハワイのゴルフ界に君臨した。1929年から1930年には日本やカリフォルニアにも遠征し、現地のアマチュア選手との対抗戦で勝利しており、「ハワイ・日本・カリフォルニアのアマチュアチャンピオンになった」とも言われる。
日本ゴルフ協会によれば、日本ゴルフ協会がフランシスを代表とするアマチュアチーム8人を日本に招待したものであったという。1929年9月29日に東京ゴルフ倶楽部で「日本代表チーム」との間で行われた試合が、日本のアマチュアゴルフで初の国際対抗試合であった。次いで10月2日には茨木カンツリー倶楽部で関西チームと対戦した。10月17日から武蔵野カンツリー倶楽部六実コースで行われた日本アマチュア選手権に参加。この試合でフランシスは、ハワイチームの僚友であるK・ナカムラ（Nakamura Shogetsu とも）を破って優勝した。11月には、フランシスの招待を受けて安田幸吉と宮本留吉がハワイアン・オープン（ソニーオープン・イン・ハワイの前身）に参加するためフランシス一行と共にハワイに渡る。これが日本のプロゴルファーの初の海外遠征である。

## 家族・親族
1919年に Stephanie Wichman という女性と結婚しているが、フランシスは彼女のもとにとどまらなかった。ウィノナ・ラブ (Winona Love) とは後半生をともにしたが、正式な婚姻関係にはなかったようである。
甥のケネス・フランシス・ブラウンも、ハワイ州上院議員を務めた。